# Élections législatives de 1962 en Meurthe-et-Moselle
Les élections législatives françaises de 1962 se déroulent les 18 et 25 novembre 1962. Dans le département de Meurthe-et-Moselle, sept députés sont à élire dans le cadre de sept circonscriptions.

## Élus
| Circonscription | Député sortant                               | Parti | Parti   | Député élu ou réélu | Parti | Parti   |
| --------------- | -------------------------------------------- | ----- | ------- | ------------------- | ----- | ------- |
| 1re             | Roger Souchal                                |       | UNR     | Roger Souchal       |       | UNR-UDT |
| 2e              | William Jacson                               |       | UNR     | William Jacson      |       | UNR-UDT |
| 3e              | Pierre Weber                                 |       | CNIP    | Pierre Weber        |       | RI      |
| 4e              | Pierre Dalainzy                              |       | Modérés | Pierre Dalainzy     |       | RI      |
| 5e              | André Picquot suppléant de François Valentin |       | CNIP    | André Picquot       |       | RI      |
| 6e              | Roger Devemy                                 |       | MRP     | Hubert Martin       |       | RI      |
| 7e              | Joseph Nou                                   |       | UNR     | Joseph Nou          |       | UNR-UDT |

## Résultats

### Résultats à l'échelle du département
| Parti          | Parti                                          | Premier tour | Premier tour | Second tour | Second tour | Sièges |
| Parti          | Parti                                          | Voix         | %            | Voix        | %           | Sièges |
| -------------- | ---------------------------------------------- | ------------ | ------------ | ----------- | ----------- | ------ |
|                | Républicains indépendants                      | 74 247       | 29,50        | 18 936      | 27,06       | 4      |
|                | Union pour la nouvelle République (UDT)        | 63 920       | 25,40        | 18 758      | 26,81       | 3      |
|                | Modérés                                        | 11 082       | 4,40         | Retrait     | Retrait     | 0      |
|                | Majorité présidentielle                        | 149 249      | 59,30        | 37 694      | 53,87       | 7      |
|                |                                                |              |              |             |             |        |
|                | Centre national des indépendants et paysans    | 10 293       | 4,09         |             |             | 0      |
|                | Mouvement républicain populaire                | 3 197        | 1,27         | 0           |             |        |
|                | Centre démocratique                            | 13 490       | 5,36         |             |             | 0      |
|                |                                                |              |              |             |             |        |
|                | Parti communiste français                      | 48 676       | 19,34        | 32 272      | 46,13       | 0      |
|                | Section française de l'Internationale ouvrière | 25 410       | 10,10        | Retrait     | Retrait     | 0      |
|                | Parti radical                                  | 13 157       | 5,23         | Retrait     | Retrait     | 0      |
|                | Parti socialiste unifié                        | 1 714        | 0,68         |             |             | 0      |
|                |                                                |              |              |             |             |        |
| Inscrits       | Inscrits                                       | 359 182      | 100,00       | 91 368      | 100,00      | 7      |
| Abstentions    | Abstentions                                    | 99 016       | 27,57        | 19 577      | 21,43       |        |
| Votants        | Votants                                        | 260 166      | 72,43        | 71 791      | 78,57       |        |
| Blancs et nuls | Blancs et nuls                                 | 8 470        | 3,26         | 1 825       | 2,54        |        |
| Exprimés       | Exprimés                                       | 251 696      | 96,74        | 69 966      | 97,46       |        |

### Résultats par circonscription

#### Première circonscription (Nancy-Nord)
|                | Roger Souchal sortant réélu | UNR-UDT        | 26 216 | 62,11  |  |  |  |
|                | Georges Lacaze              | PCF            | 6 391  | 15,14  |  |  |  |
|                | Joseph de Pommery           | CNIP           | 5 094  | 12,07  |  |  |  |
|                | Jean Kreher                 | SFIO           | 4 505  | 10,67  |  |  |  |
|                |                             |                |        |        |  |  |  |
| Inscrits       | Inscrits                    | Inscrits       | 61 618 | 100,00 |  |  |  |
| Abstentions    | Abstentions                 | Abstentions    | 18 080 | 29,34  |  |  |  |
| Votants        | Votants                     | Votants        | 43 538 | 70,66  |  |  |  |
| Blancs et nuls | Blancs et nuls              | Blancs et nuls | 1 332  | 3,06   |  |  |  |
| Exprimés       | Exprimés                    | Exprimés       | 42 206 | 96,94  |  |  |  |

#### Deuxième circonscription (Nancy-Ouest)
|                | William Jacson sortant réélu | UNR-UDT        | 23 677 | 56,97  |  |  |  |
|                | Jean Zaffagni                | PCF            | 5 025  | 12,09  |  |  |  |
|                | Roger Devemy                 | Radsoc         | 4 261  | 10,25  |  |  |  |
|                | Désiré Masson                | SFIO           | 3 686  | 8,87   |  |  |  |
|                | Roger Boileau                | MRP            | 3 197  | 7,69   |  |  |  |
|                | Gérard Rouffeteau            | PSU            | 1 714  | 4,12   |  |  |  |
|                |                              |                |        |        |  |  |  |
| Inscrits       | Inscrits                     | Inscrits       | 60 341 | 100,00 |  |  |  |
| Abstentions    | Abstentions                  | Abstentions    | 17 442 | 28,91  |  |  |  |
| Votants        | Votants                      | Votants        | 42 899 | 71,09  |  |  |  |
| Blancs et nuls | Blancs et nuls               | Blancs et nuls | 1 339  | 3,12   |  |  |  |
| Exprimés       | Exprimés                     | Exprimés       | 41 560 | 96,88  |  |  |  |

#### Troisième circonscription (Nancy-Sud-Est)
|                | Pierre Weber sortant réélu | RI             | 27 734 | 75,09  |  |  |  |
|                | Augusta Guy                | PCF            | 5 012  | 13,57  |  |  |  |
|                | Louis Chabert              | SFIO           | 4 190  | 11,34  |  |  |  |
|                |                            |                |        |        |  |  |  |
| Inscrits       | Inscrits                   | Inscrits       | 56 769 | 100,00 |  |  |  |
| Abstentions    | Abstentions                | Abstentions    | 17 958 | 31,63  |  |  |  |
| Votants        | Votants                    | Votants        | 38 811 | 68,37  |  |  |  |
| Blancs et nuls | Blancs et nuls             | Blancs et nuls | 1 875  | 4,83   |  |  |  |
| Exprimés       | Exprimés                   | Exprimés       | 36 936 | 95,17  |  |  |  |

#### Quatrième circonscription (Lunéville)
|                | Pierre Dalainzy sortant réélu | RI             | 23 145 | 65,24  |  |  |  |
|                | Guy de Talhouet               | CNIP           | 5 199  | 14,65  |  |  |  |
|                | André Claudel                 | PCF            | 5 106  | 14,39  |  |  |  |
|                | Léon Antoine                  | SFIO           | 2 027  | 5,71   |  |  |  |
|                |                               |                |        |        |  |  |  |
| Inscrits       | Inscrits                      | Inscrits       | 49 806 | 100,00 |  |  |  |
| Abstentions    | Abstentions                   | Abstentions    | 12 893 | 25,89  |  |  |  |
| Votants        | Votants                       | Votants        | 36 913 | 74,11  |  |  |  |
| Blancs et nuls | Blancs et nuls                | Blancs et nuls | 1 436  | 3,89   |  |  |  |
| Exprimés       | Exprimés                      | Exprimés       | 35 477 | 96,11  |  |  |  |

#### Cinquième circonscription (Toul)
|                | André Picquot sortant réélu | RI             | 14 174 | 50,19  |  |  |  |
|                | Georges Rollin              | Modérés        | 5 784  | 20,48  |  |  |  |
|                | Pierre Schmidt              | SFIO           | 5 658  | 20,04  |  |  |  |
|                | Pierre Attenot              | PCF            | 2 623  | 9,29   |  |  |  |
|                |                             |                |        |        |  |  |  |
| Inscrits       | Inscrits                    | Inscrits       | 39 243 | 100,00 |  |  |  |
| Abstentions    | Abstentions                 | Abstentions    | 9 822  | 25,03  |  |  |  |
| Votants        | Votants                     | Votants        | 29 421 | 74,97  |  |  |  |
| Blancs et nuls | Blancs et nuls              | Blancs et nuls | 1 182  | 4,02   |  |  |  |
| Exprimés       | Exprimés                    | Exprimés       | 28 239 | 95,98  |  |  |  |

#### Sixième circonscription (Briey)
| Candidat       | Candidat           | Parti          | Premier tour | Premier tour | Second tour | Second tour |  |
| Candidat       | Candidat           | Parti          | Voix         | %            | Voix        | %           |  |
| -------------- | ------------------ | -------------- | ------------ | ------------ | ----------- | ----------- |  |
|                | Jean Bertrand      | PCF            | 13 353       | 38,36        | 17 846      | 48,52       |  |
|                | Hubert Martin élu  | RI             | 9 194        | 26,41        | 18 936      | 51,48       |  |
|                | Louis Stoeber      | Modérés        | 5 298        | 15,22        | Retrait     | Retrait     |  |
|                | Philippe Serre     | Radsoc         | 4 230        | 12,15        | Retrait     | Retrait     |  |
|                | Bernard Parmantier | SFIO           | 2 738        | 7,86         | Retrait     | Retrait     |  |
|                |                    |                |              |              |             |             |  |
| Inscrits       | Inscrits           | Inscrits       | 45 917       | 100,00       | 45 915      | 100,00      |  |
| Abstentions    | Abstentions        | Abstentions    | 10 472       | 22,81        | 8 379       | 18,25       |  |
| Votants        | Votants            | Votants        | 35 445       | 77,19        | 37 536      | 81,75       |  |
| Blancs et nuls | Blancs et nuls     | Blancs et nuls | 632          | 1,78         | 754         | 2,01        |  |
| Exprimés       | Exprimés           | Exprimés       | 34 813       | 98,22        | 36 782      | 97,99       |  |

#### Septième circonscription (Longwy)
| Candidat       | Candidat                  | Parti          | Premier tour | Premier tour | Second tour | Second tour |  |
| Candidat       | Candidat                  | Parti          | Voix         | %            | Voix        | %           |  |
| -------------- | ------------------------- | -------------- | ------------ | ------------ | ----------- | ----------- |  |
|                | Joseph Nou sortant réélu  | UNR-UDT        | 14 027       | 43,21        | 18 758      | 56,53       |  |
|                | Louis Dupont              | PCF            | 11 166       | 34,39        | 14 426      | 43,47       |  |
|                | Charles-Léon Bassompierre | Radsoc         | 4 666        | 14,37        | Retrait     | Retrait     |  |
|                | Jean Feidt                | SFIO           | 2 606        | 8,03         | Retrait     | Retrait     |  |
|                |                           |                |              |              |             |             |  |
| Inscrits       | Inscrits                  | Inscrits       | 45 488       | 100,00       | 45 453      | 100,00      |  |
| Abstentions    | Abstentions               | Abstentions    | 12 349       | 27,15        | 11 198      | 24,64       |  |
| Votants        | Votants                   | Votants        | 33 139       | 72,85        | 34 255      | 75,36       |  |
| Blancs et nuls | Blancs et nuls            | Blancs et nuls | 674          | 2,03         | 1 071       | 3,13        |  |
| Exprimés       | Exprimés                  | Exprimés       | 32 465       | 97,97        | 33 184      | 96,87       |  |